# 玉鷲一朗
玉鷲 一朗（たまわし いちろう、1984年11月16日 - ）は、モンゴル国ウランバートル市出身で片男波部屋所属の現役大相撲力士。本名同じ、帰化前はバトジャルガル・ムンフオリギル（モンゴル語キリル文字表記: Батжаргалын Мөнх-Оргил、ラテン文字転写: Batjargalyn Munkh-Orgil）、愛称はオギ。得意手は押し。身長188cm、体重181kg。血液型はAB型。最高位は東関脇（2017年1月場所 - 7月場所）。趣味は小物、菓子作り、人間観察。好物は野菜の天ぷら。
スポーツ経験が特に無いまま19歳で相撲を始め、30代から力を付けたという、同世代のモンゴル人力士の中でも異色の経歴を持つ。幕内で年6場所制以降の最年長の優勝記録や、史上最年長三賞、昭和以降最年長での金星、大相撲の通算連続出場回数歴代1位などの記録を保持している。

## 経歴
モンゴルではモンゴル相撲経験もほとんどなく、サッカーとバスケットボールを本格的な競技としてではなくかじっていた程度。ホテルマンを目指してモンゴル科学技術大学で勉強していたが、自分の大きな体と腕力を生かして相撲をやってみたいと思うようになり、東大大学院に留学していた姉を頼って2003年の秋に来日。姉と2人で両国を訪れ、たまたま自転車に乗った力士を見つけてついて行ってみたところ、井筒部屋に着き、そこで井筒親方（元関脇・逆鉾）からもてなしを受け、当時三段目で給仕をしていて飲み物を持ってきてくれた同郷の鶴竜と出会う。鶴竜に入門の相談をし、旭鷲山の連絡先を教えてもらい、それが縁で片男波部屋に入門し、2004年1月場所で初土俵を踏んだ。入門前にスポーツ経験はなかったものの、2005年7月場所に幕下へ昇進し、2007年9月場所では西幕下32枚目の位置で7戦全勝の成績を挙げて初の幕下優勝を果たし、翌11月場所でも西幕下2枚目の位置で4勝3敗と勝ち越しを決め、翌2008年1月場所において新十両へ昇進した。十両でも4場所連続で勝ち越しを決めて、同年9月場所において新入幕を果たした。相撲に集中するために入門後3年間は他の部屋の力士と一言も会話せずに稽古に打ち込んだ。
なお、幕下時代に首を痛めていたが、睡眠の時間に壁に頭を押し付けて首に負荷を掛ける荒療治で首を筋肉で固めて治している。片男波部屋の大部屋の壁にはその時に荒療治を行って鬢付け油が付いて変色した部分がある。「自分の相撲は頭から当たるから首は大事だった。あの時に首を治せたから今がある」と本人は後に振り返っている。

### 新入幕場所以降
新入幕となった2008年9月場所では4勝11敗と大きく負け越し、翌11月場所に十両へ陥落したが、その11月場所において西十両4枚目の位置で10勝5敗の好成績を挙げて、翌2009年1月場所に再入幕を果たした。同年9月場所には再び十両へ陥落したが、その9月場所で東十両筆頭の位置で11勝4敗の好成績を挙げて初の十両優勝を果たした。翌11月場所に3回目の入幕を果たし、その11月場所では10勝5敗の好成績を挙げた。2010年9月場所では10勝5敗の好成績を挙げて、翌11月場所でも9勝6敗と勝ち越しを決めて、翌2011年1月場所では自己最高位の西前頭3枚目まで番付を上げた。その1月場所では5勝10敗と大きく負け越し、その後も2011年は年間を通して全く勝ち越すことができず、2012年1月場所には十両へ陥落した。翌3月場所に4回目の入幕を果たし、同年9月場所には再び十両へ陥落したが、翌11月場所に5回目の入幕を果たした。2013年7月場所には6回目の入幕を果たしている。2014年1月場所は東前頭6枚目での8勝7敗という成績ながら平幕上位に勝ち越し者が少なかった影響で翌3月場所は4枚半上昇となる西前頭筆頭の地位を与えられ、自己最高位を更新。その3月場所は初日から7連敗と上位の壁に当たり、中日以降星を伸ばすも5勝10敗の大敗に終わった。2014年6月14日、鶴竜横綱昇進披露宴で2年前に元モデルのモンゴル人女性と結婚していたことを明かし、夫人と一緒に昇進披露宴へ出席して関係者らに披露。夫人の弟は、後の幕内・玉正鳳である（当時、春日山部屋に所属。後に、追手風部屋→中川部屋→片男波部屋所属となった）。同年11月場所4日目に怪我を乗り越えて再入幕を果たした栃ノ心と対戦した際には、相手の顎に頭突きが当たって崩れる形で白星を得た（決まり手は押し倒し）ことが話題となり、この11月場所を8勝7敗の勝ち越しで終えた。2015年1月場所は東前頭9枚目。その場所は、6日目まで3勝3敗だったが、7日目からの5連勝で勝ち越しが決定。10勝5敗を挙げて敢闘賞候補に入ったが、同じく初三賞を窺っていた照ノ富士に受賞を許してしまった。

### 新三役場所以降
翌2015年3月場所で新三役となり、小結に昇進した。モンゴル出身の新三役は、2014年11月場所の逸ノ城以来。初土俵から所要66場所での新三役は外国出身力士の中でも1位のスロー記録である。昇進を記念した記者会見が2015年2月23日に大阪市平野区で行われた際には3月場所の番付表を見て「名前が大きくなったな」としみじみと喜びつつも照ノ富士や逸ノ城ら出世スピードが速いモンゴルの後輩に対抗意識を燃やしていた。会見ではまた自身の付け人だった同じ一門の輝が十両で活躍する姿に刺激されたそうで「一緒によく稽古したりして負けてられないと思った」と三役に昇進できた要因を説明した。しかしこの場所は4勝11敗の大敗に終わる。
翌5月場所は西前頭5枚目の地位で土俵に上がり、この場所でも6勝9敗と負け越すが9日目の横綱・日馬富士戦では外国出身力士としてスロー記録1位となる30歳6ヶ月での金星を獲得した。玉鷲は初金星に対して「普通の顔をしたいけど笑顔が出ちゃうな。こんな感覚なんだ」とコメントしていた。2016年7月場所は10日目に左膝を痛め、翌11日目はトイレから立ち上がれないほどであったが、サポーターで膝を固め、腰をしっかり下ろすようにしたら残りの5番中4番で白星を収めるという怪我の功名に与かり、9勝6敗の勝ち越し。
2016年9月場所は初日に負けてから5日目まで黒星と白星を交互に得る星取りとなったが、6日目から12日目まで7連勝。13日目から2連敗したものの、千秋楽に勝って10勝5敗と2けた白星で場所を終えた。場所を終えて支度部屋では「（三賞は）何もないんですか?（今場所は）立ち合いの手つきが良かった。意識してやっていたんで」と話していた。10場所ぶりに小結（西小結）に復帰した2016年11月場所は、初日に横綱・日馬富士を一気に押し出し快勝。6日目には先場所全勝優勝を果たした大関・豪栄道に勝利し、連勝を20でストップさせている。この場所は1横綱3大関を破る活躍で13日目に勝ち越しを決め、これにより自身初の三役の地位での勝ち越しを果たした格好になる。14日目と千秋楽も勝利し、10勝5敗と2場所連続で二桁白星を挙げ、長いリーチを生かしての重みのある突き押しや喉輪が光っていたため、自身初の三賞となる技能賞を受賞した。新入幕から所要49場所での三賞初受賞は和歌乃山、板井に次いで3番目のスロー記録で、初土俵から所要77場所は外国出身力士で最も遅い受賞である。玉鷲は受賞について「良かった。（押し相撲で技能賞は）珍しいよね。ただただ楽しく相撲を取っていた。一番一番、楽しんでいた。立ち合いのスピードが大事で意識していた」とコメントする。また、小結で10勝を挙げたため、翌2017年1月場所は大関への足掛かりとなる事については「大関とか考えてない。楽しくいい相撲を取ることだけ」と無欲を強調した。

### 新関脇場所以降

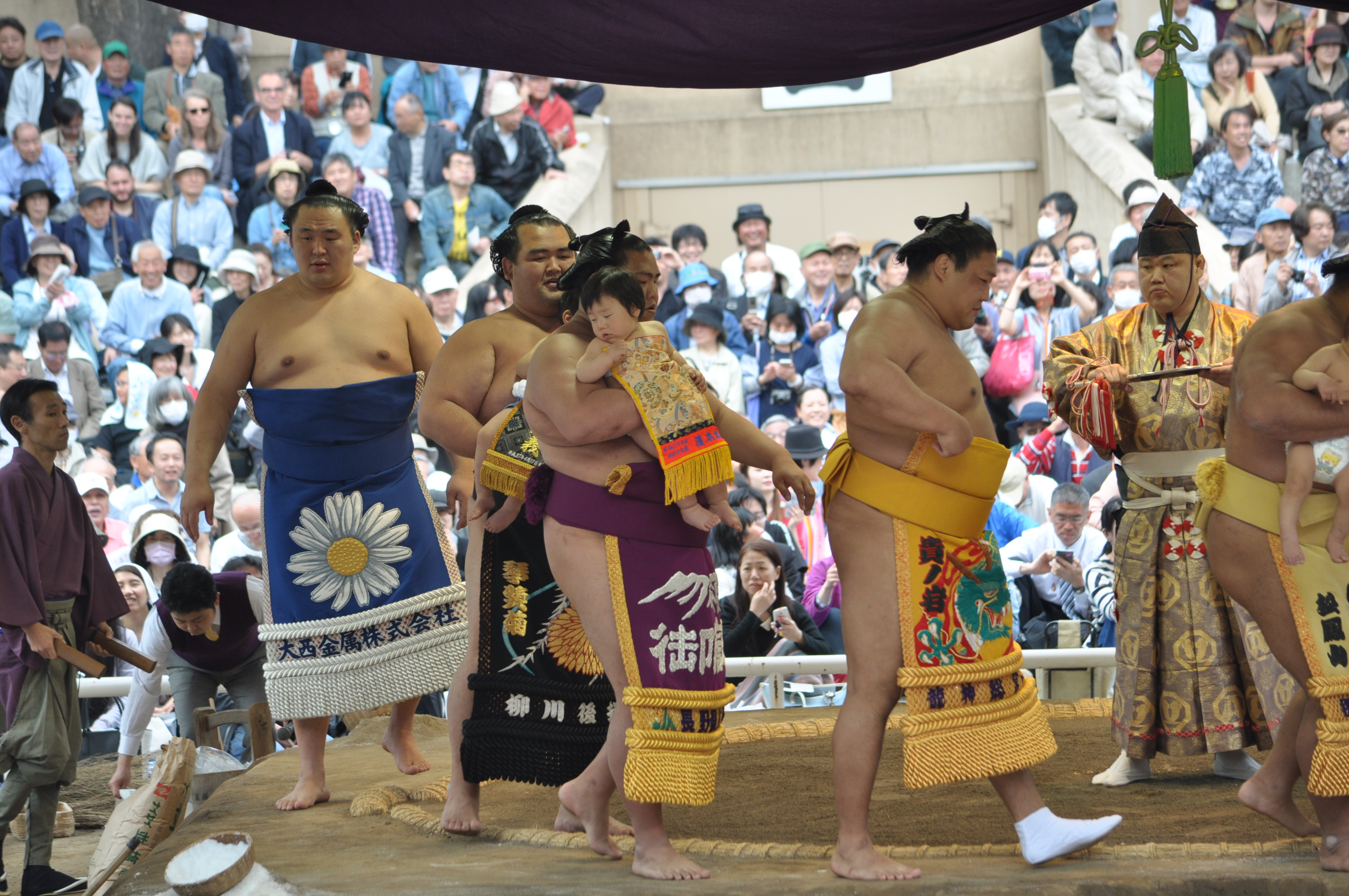
靖国神社奉納大相撲 土俵入りする玉鷲（2017年4月17日撮影）

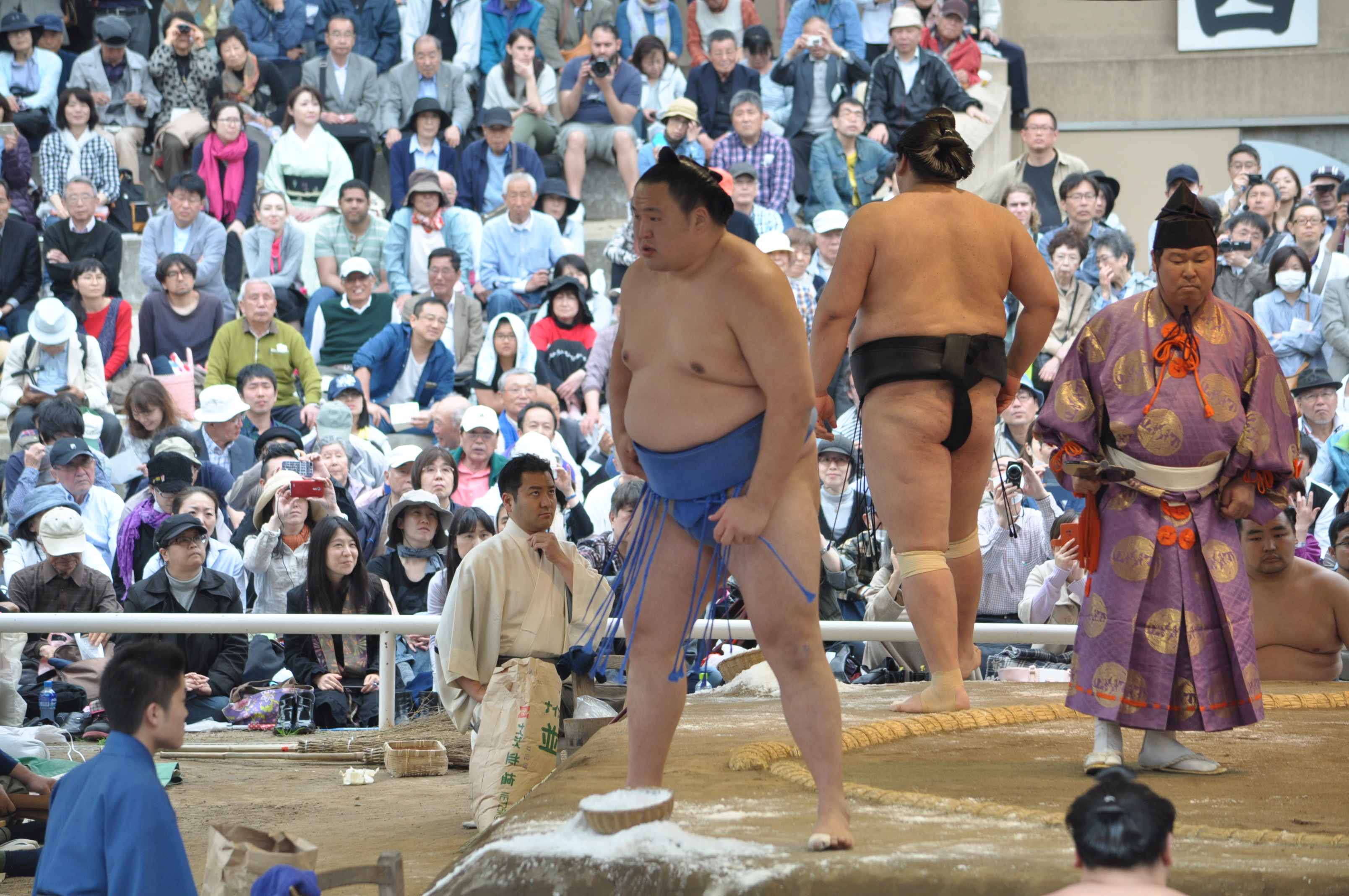
靖国神社奉納大相撲 玉鷲の相手は照ノ富士（2017年4月17日撮影）

2017年1月場所は新関脇（東関脇）に昇進。初土俵から所要77場所、新入幕から所要49場所はいずれも史上5位タイのスロー昇進で、モンゴル出身では照ノ富士以来9人目の新関脇である。新番付発表日の2016年12月26日、片男波部屋で昇進記者会見に臨んだ玉鷲は「めったに上がれない地位。夢がかない興奮してくる」と腕まくりし、次の1月場所へ向けて「こんな力士がいるということをもっと見せたい」と意気込んだ。会見に同席した師匠は「今まで上半身の力は強かったが、下半身が使えておらず、もったいなかった。それが名古屋場所の途中で左ひざを痛めて腰が高いままでは相撲が取れなくなり、下半身をしっかり使うようになったのだと思います」と躍進の理由を話し、玉鷲には「（地位を）意識しなければ勝ち越せる」と期待を寄せていた。挑んだ2017年1月場所では10日目に横綱・鶴竜に突き出しで勝利するなど好調。12日目には角番の大関・琴奨菊を押し出して勝利し、関脇陥落を決定させる8敗目となる取組となり玉鷲が大関からの引導を渡す形になった。この取組について玉鷲は「涙が出そうだった」と声を詰まらせ、二所ノ関一門である大関とは「十数年一緒に戦ってきた」という間柄だが「勝負の世界」と情け無用で一番に臨んだとのこと。玉鷲は「悲しいより、いい方に考える」と前向きに捉え、琴奨菊については「次の場所頑張って、絶対また上がってくる」と話した。翌13日目は勢を得意の喉輪で押し出して8勝目を挙げ、新関脇の場所を勝ち越したと同時に自身初となる幕内4場所連続での勝ち越しとなった。
翌2017年3月場所は、6日目に大関豪栄道の休場による不戦勝を得た幸運も手伝って7日目まで5勝2敗と好調であったが、翌8日目から4連敗。しかし12日目に横綱・鶴竜を押し出しで勝利してから調子を取り戻し、14日目には横綱・日馬富士を押し倒して3連勝とし、再三役以降では3場所連続となる勝ち越しを決めた。また、幕内では初の5場所連続の勝ち越し。千秋楽は翌5月場所に大関獲りを目指す同じ関脇の髙安に敗れて8勝7敗。次の5月場所は、2日目に報道陣から「どちらが大関か分からない」と言われる程の好内容で大関・照ノ富士に快勝、6日目も5勝無敗で大関獲りに突き進む高安に土を付けるなど存在感は健在であった。この場所は11日目に勝ち越しを決めたが、その1番は横綱・稀勢の里が休場したことによる不戦勝であり、本人は「よく分からない感じ。自分の相撲までは休場しないでくれと思っていた」と複雑そうな気持ちであった。この場所は10勝5敗と自身初となる関脇の地位での2ケタ白星を収め、「一気に行けず、安全に取ってしまって負けたもったいない相撲も何番かあったけど、よかったよかった」とコメント。
7月場所は一進一退の星取りに終始し、千秋楽はこの場所好調の栃煌山と対決するも敗れて7勝8敗。連続勝ち越しは6場所でストップ。この場所の12日目に行われた白鵬戦ではこの時点で通算白星1位タイの1047勝目を白鵬に献上した。この取組で強烈な張り手で唇は切れ「勝ちたかった。もう1日延ばしたかった」と悔しがった。今後、この敗戦の映像が繰り返し流されることについては「いっぱい出てくるのは楽しみ。何回も見れて、いい勉強になる。20、30回見れば『なるほど』となる」とコメント、2016年9月場所に豪栄道に優勝を決められた自身の取組を、何度も目にして翌11月場所の勝ちにつなげただけに「次に当たるときはだいぶ良くなる」と豪語した。9月場所は2日目の高安戦で右足首をひねり、花道を引き揚げる際には右足を引きずっていた。2日目の支度部屋で玉鷲は「足の状態は秘密。プロなのでそれなりに戦っていく」と話した。この場所は7勝8敗の負け越し。10月6日の秋巡業横浜場所では幕下のぶつかり稽古で胸を出し、13番押させるだけ押させるようなけいこをこなしていた。
2017年11月場所は、初日に稀勢の里から金星を上げるスタートを切る。3日目の日馬富士戦は不戦勝。5日目は自身の誕生日であり、この日は場所を角番で迎えた髙安から白星を挙げた。14日目と千秋楽は優勝争いしていた隠岐の海と北勝富士に連勝し、幕内で過去7度あった10勝を上回る11勝4敗の好成績で場所を終えた。2018年1月場所は西関脇の地位を与えられたが、この時33歳1ヶ月であり、この時点で外国出身力士の高齢三役昇進記録第4位の記録を達成。高齢関脇昇進記録としては第2位。場所では11日目にここまで全勝を維持していた横綱・鶴竜を破る殊勲の星があったが、全体としては振るわず6勝9敗の成績だった。西前頭筆頭で迎えた3月場所は、初日に大関・豪栄道、2日目には先場所優勝した関脇・栃ノ心を破るなどで9勝6敗の成績を挙げた。しかし三役から落ちる力士が1人しかおらず、東前頭筆頭の遠藤も9勝を挙げていたことで翌5月場所は東前頭筆頭で迎えた。序盤の上位戦では4日目に大関・豪栄道を2場所連続で破った以外は目立った活躍を残せなかったが、後が無くなった11日目から5連勝として8勝7敗の成績だった。7月場所は東小結に復帰。6日目に新大関となった栃ノ心を破るなど存在感を見せた。なおこの栃ノ心戦と、10日目の琴奨菊戦、12日目の千代の国戦の取組でいずれも相手力士が負傷し、翌日から休場に追い込まれたことで1場所で3人の力士を休場させるという珍しい記録を作った。この場所は8勝7敗と勝ち越しを決めた。8月18日、引退後に年寄名跡を襲名するために日本国籍取得の手続きを進めていることを公表した。東京・両国国技館で健康診断を受診後に「恩返しをしたい気持ちがある。でも、まだまだ先の話。今はできることをしっかりやって相撲を磨いていく」と話した。7月場所で両関脇も勝ち越したことで9月場所も東小結で迎えたが、序盤からの上位戦で7連敗を喫した。しかし8日目に横綱・稀勢の里を押し出しで破り、中日負け越しは回避した。しかし以降も調子が上がらず4勝11敗の大敗に終わった。玉鷲が二桁の負けを喫するのは関脇昇進後では初めてとなる。11月場所は西2枚目に下がったが9勝をあげた。

### 幕内初優勝場所以降
2019年1月場所は西の関脇に再昇進。序盤の5日間で3勝2敗の成績の後、6日目の逸ノ城戦から連勝を続け、中日に大関・豪栄道、9日目に大関・髙安に勝利。10日目に錦木を電車道で持って行って勝ち越しを決める。12日目に1敗で優勝争いの単独トップだった横綱・白鵬を押し出しで破り、自身14度目の対戦にして白鵬戦での初勝利を挙げるとともに、優勝争いの先頭に躍り出た。13日目には北勝富士を叩き込みで破り、白鵬が関脇・貴景勝に敗れたため、玉鷲が単独トップに立った。白鵬は怪我で翌14日目から休場し、優勝争いは碧山を押し出して2敗を守った玉鷲と、3敗の貴景勝に絞り込まれた。千秋楽の土俵、結びの2番前の取組に登場した玉鷲は遠藤を突き落としで破り、13勝2敗の成績で初優勝が決定した。34歳2か月での初優勝は年6場所制となった1958年以降では、旭天鵬（37歳8か月）に次ぎ史上2位の高齢記録（当時）で、初土俵からの所要90場所と新入幕から所要62場所も史上4位のスロー記録である。また、敢闘賞と殊勲賞も受賞した。奇しくもこの千秋楽と同日に第二子となる男児が誕生している。
千秋楽一夜明け会見では、人を喜ばせる相撲を取りたいと抱負を語った。3月場所番付発表の際に大阪市内で行われた会見では「いつも通りの相撲を」と場所への抱負を語った。さらに、1月場所中は出産による入院で会場で観戦することができなかった夫人を思いやって「今度こそ奥さんを呼んで、一緒に（優勝記念の）写真を撮ってもらいたい」と力を込めていた。成績次第では大関昇進となる3月場所は2日目から3連敗と失速。この3連敗について藤島審判長は幕内優勝経験者にふさわしい相撲を取ろうとプレッシャーを感じているのではないかと指摘していた。4日目に大関取りの貴景勝に勝ち、その日から3連勝して一時は白星が先行したが、8日目から横綱・大関陣に4連敗した後、13日目の千代大龍戦で負け越しが確定した。幕内最高優勝を果たした翌場所に負け越した力士（休場者を除く）は2012年7月場所での旭天鵬以来となった。
西3枚目で迎えた5月場所は、中日に全勝の横綱・鶴竜を一方的に押し出し、3つ目の金星を獲得した。この金星は令和初の金星となった。鶴竜は入門のきっかけを作ってくれた力士なので、これはいわゆる恩返しということになる。千秋楽の阿炎戦に勝利することが条件だった敢闘賞は逃したものの、2場所ぶりの二桁勝利10勝5敗の好成績を残した。名古屋場所は関脇に復帰したが、初日から5連敗と不振。6日目の朝乃山戦は左おっつけ、右のど輪で一気に押し出し、初白星を挙げると、「今まで忘れてたよ。どこが悪いのかな? 頭かな?」と自虐的にコメント。しかし、翌日から再び5連敗を喫し、11日目の時点で1勝10敗となってしまう。それでも、残りを全勝として一矢報い、5勝10敗でこの場所を終えた。9月場所は5日目の逸ノ城戦、中日の鶴竜でそれぞれ不戦勝を獲得する幸運に恵まれ、12日目に7勝目を挙げて給金相撲に挑む立場となったが、残りを3連敗して7勝8敗と向こう給金となった。東前頭4枚目に番付が据え置かれた11月場所は、7勝7敗で迎えた千秋楽、同じく7勝7敗の佐田の海を電車道で押し出して九州場所では8年連続の勝ち越しを決めた。
2020年は1月場所から2場所連続負け越しで（5月場所は中止）、7月場所は東9枚目に番付を下げたが、6場所ぶりの2桁10勝を上げて勝ち越した。西2枚目に番付を上げた9月場所は10敗したが、11月場所は勝ち越して年を締めくくった。
2021年は1月場所から3場所連続負け越しで7月場所は東10枚目で迎えたが、連続出場回数が寺尾と並ぶ歴代6位タイの1359回となった13日目に、6場所ぶりの2桁10勝目をあげるなど好調で、千秋楽に勝つことが受賞条件だった敢闘賞は逃したが、11勝4敗の好成績を残した。
9月場所後、白鵬が引退したことにより玉鷲が通算勝利数で現役力士1位となった（9月場所終了時点で歴代49位の697勝）。
11月場所4日目の千代翔馬戦での白星で通算700勝を記録。「（記録について）いつも皆さんに言われてから『そうなんだ』って思う。数字にはこだわらないけど良かった」と振り返った。この場所は10日目に勝ち越しと好調だが、この日の取組終了時点で2敗と優勝争いの一角に加わっている状況の中優勝の可能性について「ないと思います!」「横綱（照ノ富士）が元気だし、一つも落とさない感じがする。自分はもう二つ落としているので」と言い切った。最終成績は9勝6敗で、11月場所の勝ち越しは10年連続となった。

### 3場所連続金星
2022年1月場所は東3枚目で迎えた。幕内出場回数1100回目となった5日目に大関正代を押し出して破ると、6日目には2021年9月場所13日目から23連勝中だった横綱・照ノ富士を突き落としで破り、通算4個目の金星を獲得した。3月場所も5日目に照ノ富士を押し倒しで破り、2場所連続5個目の金星を獲得した。37歳4ヶ月での金星は昭和以降では史上5番目の年長記録。西3枚目の5月場所は、通算連続出場回数が高見山を抜き史上4位の1426回となった5日目に大関・御嶽海を破り、翌6日目に照ノ富士を押し出しで撃破し、3場所連続6個目の金星を獲得した。同一の横綱からの3場所連続金星は栃ノ海に対しての大豪以来で57年ぶりで、昭和以降では5人目の記録となった。この場所は西前頭3枚目の地位で9勝6敗であったが、三役から平幕上位の番付の動きが少なかったため7月場所はわずか半枚上昇の東前頭3枚目の地位を与えられるにとどまった。
7月場所は4場所連続での同一横綱からの金星という記録が懸かっているが、本人は「もちろん楽しみにしています。負けないように頑張っていきたい」と意気込みを見せた。また、一門の松鳳山が引退したことに対しては「いつも一緒に稽古していたのを思い出す。この間も電話したら『すごい、心が楽になった。（玉）鷲関、頑張ってください』と言っていましたね」と場所前に触れていた。松鳳山が引退したこの場所から現役関取最年長となった。同場所は6日目に照ノ富士と対戦したが、突き落としで敗れ、4場所連続金星はならなかった。13日目に片男波部屋の関係者に新型コロナウイルス陽性者が発生したため、日本相撲協会の新型コロナ対応ガイドラインにより部屋所属力士・親方等は休場することとなり、コロナ検査の結果、玉鷲は陰性だったが、初土俵以来初めて休場することとなった。ただし、新型コロナに関連する休場は本人の意向によるものではないため、連続出場記録は継続される見通しである。

### 2度目の幕内最高優勝
9月場所は番付据え置きで東3枚目のまま迎えた。初日から土つかずの連勝を続けて4日目に正代を破ると、5日目に照ノ富士を立ち会いから押し込んだのち寄り切って、2場所ぶり年間4個目（通算7個目）の金星を獲得した。6日目に貴景勝を破り、幕内では自身初の初日からの6連勝を記録。7日目に初黒星を喫したが、歴代3位となる初土俵からの1457回連続出場を記録した9日目に明生を寄り切って8勝目を挙げ、自身初の9日目での勝ち越しが決定した。10日目には御嶽海を破り、今場所在位している1横綱3大関全員に土をつけた。平幕力士の横綱大関戦全勝（不戦勝除く）は、1985年7月場所で2横綱3大関全員に勝利した北尾（のちの双羽黒）以来37年ぶりである。11日目に1敗で並んでいた北勝富士に勝利して単独トップとなる。12日目に2敗目を喫したが、13日目、14日目は白星で単独トップを譲らず、千秋楽に1差で追っていた髙安を退けて13勝2敗で2度目の優勝を果たし、同時に2度目の殊勲賞を獲得した。37歳10ヶ月での幕内最高優勝は旭天鵬を抜いて昭和以降の最年長記録で、三賞受賞は史上5位の高齢記録となった。11月場所は、7勝8敗で関脇から小結に落ちる大栄翔、小結で勝ち越した霧馬山がおり、関脇も若隆景、豊昇龍共に勝ち越したため、小結に挙がる枠は本来であればなかったが、小結に東西2枚目が設けられたため、東の正小結に名前が載った。三役復帰会見では「優勝した次の場所、大負けする力士が多い。意識せず、いつもの九州場所と思っていきたい。勝とう勝とうではなく、いつも通りに」と気持ちを引き締め、後述する通り「第2の故郷」である朝倉市から熱のこもった応援を受けていることに対しては「大勢の人が来てくれて本当にうれしかった。しっかり意識して応えるために。勝とうじゃなくて、相撲をいい内容にしたい。まず勝ち越していい報告をしたい」と意気込んだ。場所中に38歳を迎えるが「（年齢は）気にしてません。年はただの数だから。それ以上に元気な相撲を取っていきたい。若々しい、自分の相撲をとりたい」と年齢は気にせず「『二度あることは三度ある』とみなさんに言ってもらっている。2回できたんだから3回もと思っている。この位置から盛り上げたいと思っている。負けても勝っても喜んでもらえる相撲をとりたい」と3度目の幕内最高優勝にも意欲を燃やした。
2023年5月5日の子供の日企画で7歳の長男に似顔絵を描いてもらった際にも「4歳の弟は、まだ優勝の意味を分かっていないので、3度目を目指さないとね」と3度目の優勝を目指す理由を語った。
7月場所4日目に幕内連続出場回数が886回となり、青ノ里、金城を抜いて歴代9位となった。8月26日の夏巡業金沢場所の際「横綱、大関、三役。上位とやるのが楽しい。上位を倒すことが1番のやりがい。極端な話、1勝14敗だとしても、その1勝が横綱を倒したものだったら充実感はある」と実現すれば1年ぶりとなる照ノ富士戦と現役最多の8個目の金星に意欲を見せた。しかし9月場所は絶不調で、場所を2勝13敗の大敗で終えた。場所中の6日目に初土俵からの通算連続出場回数が1544回となり、富士桜を抜いて歴代単独2位となった。また、千秋楽に幕内出場回数が1257回となり歴代トップテン入りした。
2024年1月場所7日目に通算出場回数が1575回となり歴代10位となった。同年3月19日付の官報で日本国籍の取得が告示された。日本国籍取得の際には「相撲だけでなく文化的なことも学んでいきたい」と話した。同年4月11日、相撲協会から本名がバトジャルガル・ムンフオリギルから玉鷲一朗に変更になったことが発表された。

### 通算連続出場回数記録更新
9月場所2日目に通算連続出場回数及び初土俵からの通算連続出場回数が1630回となり、2部門で歴代1位の青葉城に並ぶと、3日目に1631回に記録を伸ばし、玉鷲が歴代単独1位となった。『デイリー新潮』によると、初優勝を決めた日に生まれた次男が小学生になるまで相撲を取り続ける意向を持っているとのこと。
11月場所7日目に40歳の誕生日を迎え、昭和以降6人目の40歳以上での幕内力士となった。13日目に8勝目を挙げ、昭和以降4人目の40歳代での幕内勝ち越しを決めた。この日の談話で、次の目標として三役返り咲きを挙げた。
一方で、2025年1月場所前の時津風一門の連合稽古に一門外ながら参加した際は「もう腹一杯というと良くないが…」と切り出した後に「終わりがいつになるのか。いつまでも、しがみついていて、いいものなのか」と弱音を漏らし「（年齢とともに）体が硬くなってきた」と衰えを口にしていた。
迎えた1月場所は、優勝した2022年9月場所以来、14場所ぶりとなる初日からの5連勝を記録した。中盤に4連敗を喫して失速したものの、12日目に幕内最年少（21歳）の伯桜鵬との19歳差の初顔の一番を制して連敗を止めると、翌13日目に2場所連続の勝ち越しを決めた。千秋楽に勝てば受賞の敢闘賞は逃したものの7場所ぶりに9勝を挙げた。
2025年3月場所2日目、幕内通算出場回数が1379回に達し、元関脇・寺尾を抜き史上単独5位となる。更にその場所も10勝5敗と勝ち越し、3場所連続の勝ち越しとなった。翌5月場所の番付では東前頭3枚目となり年6場所制以降の40歳以上での最高位の記録を更新、同場所では6勝9敗と負け越しに終わり昭和以降初となる40歳以上での三役昇進とはならなかったものの、三役の大栄翔や高安を破るなど健在ぶりを見せた。
2025年7月場所は4日目に幕内連続出場記録が1066回に達して史上単独3位に浮上。10日目、新横綱大の里を突き落とし、1940年1月場所の大潮39歳5か月による金星を85年ぶりに更新する昭和以降最年長の40歳8か月で金星を挙げた。この場所は最終的に11勝4敗の好成績で、大の里戦勝利が評価されて自身3度目の殊勲賞を受賞し、2014年11月場所の旭天鵬の記録（40歳2か月で敢闘賞）を上回る史上最年長三賞となった。また、通算白星872勝で大鵬と並び歴代9位タイという快挙も成し遂げる。

## 取り口
長身で懐の深い体型ながら、四つ相撲ではなく基本的には突き押し一本で勝負している。玉鷲は概して柔軟性に欠ける体質をしており、とりわけ下半身が固いため先代片男波（元関脇・玉ノ富士）は四つ相撲では大成しないだろうと考えたとされている。しかし足首は柔らかく、足首が柔らかいと長身で足の長い玉鷲は重心が下がり膝も曲がる。股関節が固い点は逆にバネと瞬発力を生む要因となっている。入門当時廻しを取りたがっていた玉鷲に対して先代は耳に胼胝ができる程に一方的に前に出るように言い聞かせた。先代の考えは現師匠の片男波親方（元関脇・玉春日）にも引き継がれており、稽古場で四つに組もうとすると、師匠はその時点で取組をやり直させるというほど、徹底した押し相撲を指導されている。
モンゴル人力士でありながら四つ相撲ではなく押し相撲を得意としているのは、モンゴルでは相撲経験はほとんどなく留学してた姉に会いに来日したときに相撲に出会ったため、日本人力士と同じようなバックグラウンドがあるからである。また、入門前にモンゴル相撲を始めとした相撲の類の経験がない事から日本式の相撲の基礎を吸収しやすく矯正しづらい癖がなかったのと、スポーツ経験がない事で却って入門前の怪我が無かったことから体が押し相撲に馴染んだというのもある。
長身だけあって、突き押しが決まったときの威力は強いものがあるが、立合いで必要以上に頭を下げて窮屈そうにぶつかっていくことも目立つことから、舞の海秀平は「押し相撲ではなく、廻しを引いての四つ相撲のほうが彼には合っているのではないか」とNHK大相撲中継の解説においてたびたび評している。大至伸行は2014年3月場所前の座談会で「頭で考えるタイプかなと。もっと思い切りの良さがあっていい」と心理面・頭脳面を分析している。鳴戸は2016年11月場所前の座談会で「右差しの相手に対しての左おっつけは強烈ですね。小手投げも強い」と評している一方で「右を差しに行くとおっつけられるけど、左から差そうとするとおっつけが左ほど強くはないから、中途半端な右四つに組んでしまう」と指摘している。2017年5月場所13日目に白鵬に敗れた際には「相手にうまくやられた感じがする。張られてから組む形で何度も負けているから、分かっていたはずなのに」と自分の負けパターンについて話している。それ以前までは立合いできちんと手を付かない傾向にあったが、2016年9月場所から親方衆の指導などによって立合いが著しく改善され、低い当たりから一気に突き放す相撲で9月場所・11月場所と連続して10勝5敗の好成績を挙げている。
2010年代後半以降は突き放す相撲に加えて引き技も時折決まるようになっており、前述の豪栄道戦などでもとっさに叩きを打って決まることも多くなってきている。最後の手段として小手投げもあるが、上位には効かないと本人が認めている。しかし小手投げは下位の力士にとっては脅威であり、2018年7月場所では琴奨菊、千代の国の2名が玉鷲の小手投げにより右腕を負傷。翌日より休場に追い込まれている。ただ、小手に振ったところを堪えられて上体が起きるのは玉鷲の相撲の中でも悪い内容の相撲であり、2020年7月場所7日目の炎鵬戦はその好例である。
2017年5月場所前の朝日山（元関脇・琴錦）の論評では、それ以前まで仕切り線から5cm離れていたところで手を付いていたため、踏み込んで手を出そうとしたときに相手に踏み込まれるため、自分が手を出そうとしたときに重みが乗らない状態で立つことが多かったというが、2016年11月場所からは仕切り線ギリギリで立つようになったため成績が上がったという。同じ論評で朝日山は、玉鷲のように体に恵まれた力士は手を出すだけで相手に重みが伝わると説明している。そして今後の相撲の取り方に関して朝日山は、頭で当たる立合い一本に絞り、突っ張りも一発一発の手の引き、戻りを早くして手繰られないようにすべきだと助言した。
NHKの大相撲専属解説者の北の富士勝昭は、「30歳を越えてから力が増してきた、かなり珍しいパターン」と評している。30代になって力を付けた要因として、熱くなりやすい性格が改善されて冷静に取れるようになり、肝心なところで上半身が硬くなったり脇が空いたりしないようになったことを指摘する分析もある。
2019年1月場所10日目の錦木戦が好例となっているように、間髪入れずに低く攻めて相手に反撃の余地を与えない相撲が持ち味であり、同日の支度部屋でテレビ中継を見ていた千代大龍が「二の矢が早い。攻めが早い分、相手は土俵際も残せない」と解説していた。
ベテランの域に入ってからの身体の張りは度々指摘される。2021年頃には頭から当たる立合いが定着し、対戦相手によって攻めに強弱を付ける巧さも加わった。また、新入幕当初150㎏台半ば程度であった体重は2010年代後半には170kgの大台に乗り、2023年9月場所時点では178kgまで増えている。
相撲への取り組み姿勢に関しては2024年1月場所中に「よく遊んだのは20代。相撲の楽しさを知ったのは30代」と30代になってから相撲に集中するようになった旨を語っている。

## エピソード

### 取組関連
- 2014年1月場所の千秋楽で大関・稀勢の里が休場したため、急遽「これより三役」に参加することになった。この場所の玉鷲の番付は東前頭6枚目であり、平幕の立場での「これより三役」参加となった。「これより三役」は殆どの場合で関脇以上の番付力士で占められるため、平幕での立場で参加する例は少ない。
- 自身と生年月日が同じである豊響をライバル視しており、2014年11月場所中日の取組を終えた際には「生まれたところも一緒なんだよ。うそうそ。あいつばっかりテレビに出てて。でも、俺が（30歳で）先に勝ってやったぞ。よし」と対抗意識を示していた[99]。
- 2016年7月場所8日目の荒鷲戦で勝利すると「あっちはニセ鷲。こっちは本当の鷲」と言い放った。実は取組直後にすでに玉鷲は、入浴しながら荒鷲のことを「ニセモノだ」と発言。これを風呂場で聞いた荒鷲は「僕が1年早く入門した。荒鷲から玉鷲の『鷲』を取ったんです」と主張。しかしご機嫌の玉鷲は、報道陣から「『鷲』筆頭ですね」と持ち上げられると「そうです。よっしゃ～、ワッショイ!」とおどけてみせ、最後に「『鷲』の対決は終わらない」とコメントした[100]。
- 2017年5月場所11日目、不戦勝であるにもかかわらず8勝目を挙げて勝ち越しを確定させたということでインタビュールームに呼ばれた[101]。
- 2019年1月場所14日目の碧山戦では、極度の緊張からどうやって相撲を取るのかすらも忘れてしまい、手を付く前に待ったをしてしまった。手を付く前に待ったをするのは「たぶん初めて」と2019年3月場所前の記事で後に振り返った[102]。
- 2019年9月場所8日目、対戦相手の鶴竜が休場したため、5日目の対逸ノ城に続き場所2度目の不戦勝。幕内通算で12回目の不戦勝となり、出羽錦の11回を抜いて最多となった。
- 日本国籍者として初めて土俵に上がった2024年3月場所10日目の美ノ海戦で、発生割合約0.1%の珍手である極め倒しで白星を得て話題となった[103]。

### 土俵外の相撲関連
- 2011年1月場所千秋楽が行われた同年1月23日の23時ごろ、東京都内の飲食店で後援者らと初場所の打ち上げの二次会を開いていた際に、玉鷲が泥酔してしまい誤って店のガラスを割り、右前腕筋神経腱動脈断裂で全治3週間の怪我を負い、後日、本人と師匠の片男波親方が店を訪れて謝罪し示談したことを、日本相撲協会は同年1月27日になって発表した。これを受けて同年2月6日に予定されていた日本大相撲トーナメント[注 4]と2月11日予定されていたNHK福祉大相撲[注 4]への出場を辞退し、片男波からは無期限の謹慎を言い渡され、同年1月30日に行われた光龍の結婚式への出席も取り止めさせた。同年5月技量審査場所には出場した。
- 2017年2月1日に行われた相撲協会の健康診断で握力測定を行ったところ、32歳にして92kgを記録した。押し相撲が得意で、まわしはあまりつかまないのだが「のど輪で使う。わしづかみで」と上機嫌で診療所を後にした[104]。
- 13代片男波は生前「弱みを見せたら付け入られる。私の兄弟子、横綱・玉の海さんは盲腸の痛みを散らして土俵を務めた。それに比べたら、ちょっとの痛みなんて」と話しており、そのため玉鷲も怪我に対しては我慢することを心掛けている。そのおかげか、玉鷲は現役関取の継続中の記録（2019年1月現在）としては1位となる連続出場記録を維持している[105]。2020年代に入ると「鉄人」と呼ばれることが多くなった[1]。
- 2020年7月場所時点では部屋の所属力士が4人しかいない上に2019新型コロナウイルス感染拡大の影響で出稽古が自粛されているため力士と相撲を取る稽古もままならないが、そんな中でも玉鷲は2018年頃から取り入れていたトラック用のタイヤを土俵で押すという稽古で体を作っていた[106]。2022年7月場所前の報道によると、部屋に自身以外に幕下1人、序二段2人しか所属していない中で、弟弟子2人ないし3人を一度に土俵に立たせて稽古をするといい、2人掛かりになった弟弟子と押し合う様子の写真も一部報道機関によって掲載されている[107]。2対1の稽古は押し合いだけでなく普通に相撲を取るものも行うが、本場所でのとっさの動きなどに役立っているという。これは14代片男波の発案で取り入れられた稽古である[108]。
- 2023年5月4日に電撃引退した逸ノ城については引退当日に「（逸ノ城の引退は）今朝、ネットニュースで知った。最初に思ったのが『もったいないな』ということ。まだ、できるんじゃないかなと思ったので。腰が悪いとは聞いていた。それでも人が、どんな気持ちで引退を決断するのか、自分は想像ができない」とコメントした[109]。
- 2023年9月場所前、連続出場記録を伸ばしている中で「膝、首、背中。年を取って痛むところも多くなった。『いつ土俵で死んでもおかしくない』と思うようになった。だからといって、ビビって引いたり、逃げたりはしたくない。それは『玉鷲の相撲』じゃない。『1日1番』と言う力士が多いけど、俺はこの言葉は好きじゃない。明日なんてどうなるか分からない。『いつ土俵で死んでもいい』。そう思うようになってから、明日が来る前提の『1日1番』は嫌い。言いやすいから言っちゃうこともあるけど（笑い）」と日刊スポーツの記者にこぼしていた[110]。

### 巡業関連
- 日馬富士の傷害事件の際には「宿舎で見たいドラマがあるから行けない」と白鵬からの宴席への出席の誘いを断り、結果として事件現場へ同席する事態を免れた[92]。因みに一部報道によると、玉鷲はかつて白鵬にガチンコ力士であるという理由からか飲み会の席で脱臼させられたことがあるといい、貴乃花も「白鵬は以前、玉鷲を脱臼させたこともある」と証言していたとされる[111]。
- 2025年5月5日、「親方ちゃんねる」に2025年春巡業岸和田場所の現場で撮影した背筋力測定企画が公開され、既に40歳となっていた身であったが218㎏を記録。しかし企画内では上位ランク外の記録となった[112]。

### その他相撲関連
- 四股名「玉鷲」に関しては、部屋ゆかりの冠文字「玉」と入門を考えていた時に旭鷲山の連絡先を教えてもらった縁で「鷲」を組み合わせたものとされる。
- 土俵に情が入る余地を断つため、モンゴル人力士のコミュニティーには必要以上に入り込まない[113]。
- 増岡厳が顧問に就任した会社でも知られる大西金属からは化粧廻しを贈呈されている[114]。
- 北の湖は死去する直前に「玉鷲は強くなった」と評したとする説があり、2017年1月場所前の座談会でお笑い芸人のはなわがその話題に触れた[115]。
- 2017年3月場所前の山根千佳の発言によると、黒星を連想させるため、場所中は黒のペンでのサインは受け付けていないとのこと[116]。
- 幕内初優勝を飾った2019年1月場所後、九州場所での宿舎を構える朝倉市の親善大使となった。そのようなことから玉鷲にとって朝倉市は「第2の故郷」である[117]。

### 家族・趣味・嗜好関連
- 2012年に結婚した妻は、先述の通り片男波部屋所属の玉正鳳の実姉。義弟の玉正鳳は2親等にあたるため、4親等以内との取組は組まないという規定から、中川部屋（旧春日山部屋）・追手風部屋時代は本割で対戦することはなかった。
- 小物づくりやクッキー作りが趣味であり、何かを買うよりも作るのが好きである。本人は形になって残るものが良いという考えをしている。相撲雑誌などにも本人が作ったクッキーやワッペン付き世界地図の壁掛けなどが紹介されている[118]。
  - 2017年3月場所に際して大阪入りした時に現地の手芸用品店に入り、そこには女性しかいなかったため着物姿で現地の店に入った自分を最初は恥ずかしいと思っていたが、最後は堂々と買い物をした[118]。
  - 料理も得意であり、妻と一緒に焼売を作ったこともある。その際には自分は皮を担当した。妻に料理を作ってもらうことももちろんあり、錦糸町や博多の店で出されるラーメンを再現してもらったことがある[118]。2020年6月に相撲協会公式YouTubeチャンネルで、ステイホーム中の趣味として餃子作りをしているところが紹介された[119]。
- 角界随一の愛妻家・イクメン力士として知られる[120]。
  - 2019年1月場所、優勝を決めた日の早朝に第二子が誕生した。出産予定日であり病院で付き添っていたが、「相撲に集中して」と妻に促されて一時帰宅したときに生まれたという。そのため、優勝した当日は「NHKに行って、そこから息子（長男）を迎えに行った」。長男を「お風呂に入れなきゃいけない、歯を磨かなきゃいけない」ため、パーティーで酒を楽しんだりもしなかった[121]。同月31日に妻が第二子と退院した後は、洗濯などの家事を手伝っている[122]。
  - 場所後に家族旅行にいくことをモチベーションにしている[123]。家族旅行に行くために歯を食いしばって本場所に出場しており[注 5]、初優勝当日には旅行に同行するため母国から両親が来日していた[124]。
  - 玉鷲本人は息子達に優しい一辺倒ではなく、時に怒ることもある。「ママの言うことを聞かなかった時にね。あいつらにとってはお母さんだけど、オレの彼女だから。彼女を困らせるやつは怒るよ（笑い）。女性には優しくしないと」とのこと[110]。
- 協会公式プロフィールには好物を「全部」と答えている。好きなYouTuberはHIKAKIN[125]。
- 来日当初は生魚が苦手であったが、後に食べられるようになった。日本国籍を取得した際には「昔、大嶽部屋での一門稽古の後に食べたネギトロの寿司がおいしかった」と振り返っている[126]。
- 通算連続出場1位の記録を達成した際の報道によると下戸とのことで、これが大記録に繋がったという見方もある[74]。
  - 2011年の泥酔騒動の時は、まだ部屋の規模縮小前で後援会の規模が後年より大きかったため、宴席を盛り上げるために好きでもない酒を無理に飲み過ぎてしまったという話がある。部屋が小規模化して後援会が縮小されたことで酒の付き合いが少なくなったのが力士生活においてプラスに働いた可能性がある。

### その他
- 普段は陽気で人の好い人物であり、東京三鷹相撲クラブという相撲道場に玉鷲が訪れた際に自身を目当てに出待ちへやってきたファンの男性が歌を披露したら大いに喜び、それ以来そのファンの男性とは懇意にしているという[127]。
- ホテルマン志望であっただけに観察力が高く身だしなみなどにはうるさい性分。2017年7月場所中の支度部屋で、当時相撲担当2場所目であった記者が100円ショップで買ったペンとノートを見て「やる気のなさそうなノートですね」とソフトな声で優しく笑って突っ込んだ[128]。また、2016年から2018年にかけてスポーツ報知の大相撲キャップであった網野大一郎は「質問が下手なんだよ。負けた時も良い部分を見つけてくれよ」「ジャケットを着ているのにショルダーバッグを下げている。バランスが悪い。俺に話を聞きたいなら髪をワックスで整えて来なさい」と2017年3月場所後の春巡業で説教された[129]。
  - 角界入り前は実際にホテルの研修を受け、片方の腕で大皿料理を7枚同時に運ぶ技能も身に付けた。そんな玉鷲の趣味の1つは人間観察[2]。
- 2020年2月の報道によると、過去8、9回献血の条件を満たして参加した健康体であるという。同月12日の両国国技館での東京都赤十字センターの要請による力士らを対象とした献血でも、半数以上の関取が血液検査で不合格になって帰宅する中、合格して献血への参加に至った[130]。

## 合い口
いずれも2025年7月場所終了時点。
（以下は最高位が横綱・大関の現役力士）
- 横綱・豊昇龍には3勝10敗。豊昇龍の大関在位中は1敗。豊昇龍の横綱昇進後は1敗。
- 横綱・大の里には1勝3敗。大の里の大関在位中は1敗、横綱昇進後は1勝。2025年7月場所で金星を獲得した。
- 大関・琴櫻には3勝9敗。琴櫻の大関昇進後は1敗。
- 元大関・髙安には19勝21敗（うち不戦勝が1つある）。髙安の大関在位中は5勝8敗。直近の勝利は2025年5月場所で、決まり手は押し出し。2017年までは、玉鷲が10勝6敗と分が良かったが、2018年以降は5勝12敗（うち不戦勝が1つある）と髙安の方が分が良くなっている。
- 元大関・朝乃山には4勝5敗。朝乃山の大関在位中は2敗。初顔から3連勝していたが、2019年9月場所以降は、5連敗していた。しかし、2024年1月場所で久しぶりの勝利。
- 元大関・正代には17勝12敗。正代の大関在位中は4勝5敗。2022年11月場所13日目に勝利した取組は、正代にとっては大関陥落が決まる角番での8敗目となった。
- 元大関・御嶽海には9勝29敗と大きく負け越している。2017年5月場所3日目の対戦ではすくい投げで敗れて玉鷲の7戦全敗となったが、御嶽海の方は玉鷲との合い口について「向こうがただ、やりにくいと思っているだけでしょう」と気にしていない[131]。2017年9月場所の9回目の対戦で初勝利。11月場所でも勝って連勝。しかし2018年1月場所からは再び連敗が続いており、自身が初優勝した2019年1月場所でも敗れている。2020年1月場所で敗れたため連敗が13にまで延びてしまったが、同年9月場所で3勝目を挙げた。2022年5月場所から2023年3月場所にかけて4連勝している。御嶽海の大関在位中は2勝1敗。
- 元大関・霧島には3勝12敗。霧島の大関在位中は2敗。

（以下は最高位が横綱・大関の引退力士）
- 元横綱・白鵬には1勝16敗。自身が初優勝した2019年1月場所で唯一の白星を挙げた。
- 元横綱・日馬富士には5勝8敗（うち不戦勝が1つある）。日馬富士の大関在位中は1勝1敗。横綱昇進後は4勝7敗（うち不戦勝が1つある）。2015年5月場所で自身初金星を獲得。2017年11月場所で不戦勝を獲得したが、場所後に引退表明したため、結果的に最後に割が組まれた相手となった（日馬富士の最後の相手は貴景勝）。
- 元横綱・鶴竜には6勝10敗（うち不戦勝が1つある）。鶴竜の大関在位中は1敗。鶴竜の横綱昇進後は5勝6敗（うち不戦勝が1つある）。直近の勝利は2019年9月場所の不戦勝で、土俵の上では2019年5月場所で、決まり手は押し出し。これが令和初の金星となった。
- 元横綱・稀勢の里には4勝9敗（うち不戦勝が2つある）。稀勢の里の大関在位中は5戦全敗。横綱昇進後は4勝1敗（うち不戦勝が2つある）。2017年11月場所で、稀勢の里からは唯一となる金星を獲得。
- 元横綱・照ノ富士には9勝11敗。
- 元大関・出島とは、出島の大関陥落後に対戦して1勝2敗。
- 元大関・雅山とは、雅山の大関陥落後に対戦して7戦全敗。（平成22年秋場所は雅山が十両陥落していた時に玉鷲と幕内で対戦して勝利経験はあり）
- 元大関・魁皇には1勝1敗。2011年1月場所で押し出しで勝利。
- 元大関・琴欧洲には1勝3敗（うち不戦勝が1つある）。自力勝利はなく、2014年3月場所で不戦勝を獲得。琴欧洲はその翌日に引退したため、結果的に最後に割が組まれた相手となった（琴欧洲の最後の相手は白鵬）。琴欧洲の大関在位中は2敗。
- 元大関・琴光喜には1敗。
- 元大関・把瑠都には1敗。
- 元大関・琴奨菊には12勝8敗。琴奨菊の大関在位中は2勝3敗。
- 元大関・豪栄道には9勝15敗（うち不戦勝が1つある）。豪栄道の大関昇進後は8勝12敗（うち不戦勝が1つある）。
- 元大関・栃ノ心には12勝20敗。栃ノ心の大関在位中は4勝2敗。
- 元大関・貴景勝には8勝15敗（うち不戦勝が1つある）。貴景勝の大関在位中は5勝8敗（うち不戦勝が1つある）。直近の勝利は2022年9月場所で、決まり手は叩き込み。

（以下は最高位が関脇以下との主な対戦成績）
- 御嶽海は臥牙丸に1勝3敗と負け越しているが、玉鷲は臥牙丸と非常に相性が良く、14勝2敗と大きく勝ち越している。2013年11月場所10日目に対戦した際には、物言いの末に取り直しとなり、取り直しの一番では寄り切って勝利。臥牙丸は取組後のインタビューで顔を真っ赤にして涙を流しながら「勝ちたかった。マジで。なんで玉鷲はオレだけに強いの。（取り直し後の一番では）絶対に押し出してやろうと思ったけど。これ以上、どう相撲取ればいいか分からない」と嘆いた[132]。ただし、臥牙丸とは普段は仲が良い[133]。
- 時天空との対戦成績は3勝10敗で分が悪く、過去に5連敗を2度喫したことがある。

## 幕内対戦成績
| 力士名     | 勝数 | 負数 | 力士名   | 勝数  | 負数 | 力士名   | 勝数  | 負数 | 力士名   | 勝数 | 負数 |
| ---------- | ---- | ---- | -------- | ----- | ---- | -------- | ----- | ---- | -------- | ---- | ---- |
| 碧山       | 8    | 9    | 安青錦   | 0     | 1    | 明瀬山   | 1     | 0    | 朝紅龍   | 1    | 0    |
| 朝赤龍     | 5    | 7    | 朝乃山   | 4     | 5    | 旭日松   | 2     | 1    | 東龍     | 1    | 0    |
| 熱海富士   | 1    | 1    | 阿炎     | 5     | 5    | 天風     | 1     | 0    | 安美錦   | 5    | 2    |
| 阿夢露     | 2    | 1    | 荒鷲     | 7     | 3    | 阿覧     | 4     | 5    | 勢       | 10   | 5    |
| 石浦       | 3    | 2    | 逸ノ城   | 9(1)  | 12   | 一山本   | 5     | 3    | 岩木山   | 2    | 1    |
| 宇良       | 6    | 4(1) | 遠藤     | 20    | 17   | 炎鵬     | 0     | 1    | 欧勝馬   | 3    | 2    |
| 阿武剋     | 2    | 1    | 阿武咲   | 7     | 8    | 王鵬     | 4     | 4    | 大岩戸   | 0    | 1    |
| 大砂嵐     | 2    | 4    | 大の里   | 1     | 3    | 隠岐の海 | 14(1) | 12   | 魁皇     | 1    | 1    |
| 魁聖       | 12   | 10   | 臥牙丸   | 14    | 2    | 鏡桜     | 2     | 1    | 輝       | 6    | 2    |
| 垣添       | 5    | 5    | 鶴竜     | 6(1)  | 10   | 春日王   | 2     | 2    | 稀勢の里 | 4(2) | 9    |
| 北太樹     | 5    | 9    | 北の若   | 1     | 0    | 北磻磨   | 0     | 1    | 皇風     | 1    | 0    |
| 木村山     | 6    | 4    | 旭秀鵬   | 4     | 4    | 旭天鵬   | 7     | 8    | 旭南海   | 1    | 0    |
| 霧島       | 3    | 12   | 金峰山   | 4     | 6    | 豪栄道   | 9(1)  | 15   | 豪ノ山   | 2    | 2    |
| 光龍       | 1    | 1    | 黒海     | 4     | 4    | 琴恵光   | 6     | 2    | 琴欧洲   | 1(1) | 3    |
| 琴春日     | 1    | 0    | 琴櫻     | 3     | 10   | 琴奨菊   | 12    | 8    | 琴勝峰   | 5    | 5    |
| 琴光喜     | 0    | 1    | 琴勇輝   | 6(1)  | 3    | 磋牙司   | 0     | 1    | 佐田の海 | 8    | 15   |
| 佐田の富士 | 10   | 3    | 里山     | 0     | 1    | 獅司     | 2     | 0    | 志摩ノ海 | 3    | 2    |
| 霜鳳       | 2    | 3    | 常幸龍   | 4     | 3    | 正代     | 17    | 12   | 翔天狼   | 4    | 9    |
| 湘南乃海   | 1    | 2    | 松鳳山   | 5     | 12   | 蒼国来   | 5     | 4    | 双大竜   | 0    | 1    |
| 大奄美     | 1    | 0    | 大栄翔   | 16    | 10   | 大翔鵬   | 1     | 0    | 大翔丸   | 1    | 1    |
| 大道       | 3    | 4    | 貴景勝   | 8(1)  | 15   | 貴ノ岩   | 4     | 2    | 隆の勝   | 3    | 8    |
| 隆の山     | 1    | 2    | 高見盛   | 1     | 2    | 髙安     | 20(1) | 21   | 宝富士   | 18   | 14   |
| 豪風       | 9    | 12   | 尊富士   | 2     | 3    | 美ノ海   | 5     | 2    | 千代鳳   | 4    | 4    |
| 千代翔馬   | 7    | 2    | 千代大龍 | 11(1) | 11   | 千代ノ皇 | 1     | 0    | 千代の国 | 5    | 3    |
| 千代白鵬   | 3    | 0    | 千代丸   | 5     | 2    | 剣翔     | 4     | 0    | 剣武     | 0    | 1    |
| 出島       | 1    | 2    | 照強     | 2     | 2    | 照ノ富士 | 9     | 11   | 天鎧鵬   | 1    | 1    |
| 東白龍     | 1    | 0    | 時天空   | 4     | 10   | 時疾風   | 1     | 2    | 德勝龍   | 9    | 8    |
| 德瀬川     | 0    | 3    | 土佐ノ海 | 2     | 0    | 土佐豊   | 5     | 3    | 栃煌山   | 3    | 14   |
| 栃ノ心     | 12   | 20   | 栃乃若   | 4     | 4    | 翔猿     | 3     | 6    | 友風     | 2    | 2    |
| 豊桜       | 1    | 1    | 豊ノ島   | 6     | 9    | 豊響     | 8     | 6    | 錦木     | 9    | 5    |
| 錦富士     | 5    | 2    | 伯桜鵬   | 3     | 0    | 白馬     | 0     | 1    | 白鵬     | 1    | 16   |
| 把瑠都     | 0    | 1    | 日馬富士 | 5(1)  | 8    | 英乃海   | 4     | 1    | 平戸海   | 7    | 2    |
| 富士東     | 6    | 3    | 武州山   | 3     | 0    | 武将山   | 1     | 1    | 普天王   | 1    | 2    |
| 豊昇龍     | 3    | 10   | 寶智山   | 3     | 0    | 豊真将   | 2     | 5    | 北青鵬   | 1    | 0    |
| 北勝力     | 0    | 1    | 北勝富士 | 12(1) | 10   | 誉富士   | 2     | 2    | 将司     | 0    | 2    |
| 舛ノ山     | 5(1) | 1    | 御嶽海   | 9     | 29   | 翠富士   | 4     | 3    | 雅山     | 0    | 7    |
| 妙義龍     | 13   | 7    | 明生     | 8     | 9    | 猛虎浪   | 1     | 1    | 山本山   | 3    | 1    |
| 豊山       | 2    | 0    | 芳東     | 0     | 1    | 嘉風     | 10    | 12   | 竜電     | 6    | 6    |
| 狼雅       | 0    | 2    | 若荒雄   | 3     | 1    | 若隆景   | 4     | 9    | 若元春   | 1    | 6    |

※カッコ内は勝数、負数の中に占める不戦勝、不戦敗の数。太字は2025年7月場所終了現在、現役力士。

## 略歴
- 2004年1月場所 - 初土俵
- 2008年1月場所 - 新十両
- 2008年9月場所 - 新入幕
- 2015年3月場所 - 新小結（東小結）
- 2015年5月場所 - 横綱・日馬富士を破り初金星
- 2016年11月場所 - 初の三賞となる技能賞を受賞（西小結）
- 2017年1月場所 - 新関脇（東関脇）
- 2019年1月場所 - 西関脇のこの場所、13勝2敗で初の幕内最高優勝。同時に殊勲賞・敢闘賞をW受賞（いずれも初受賞）
- 2024年9月場所 - 歴代1位の通算連続出場回数記録を樹立

## 主な成績
2025年7月場所終了現在

### 通算成績
- 通算成績：872勝847敗2休（128場所）
  - 幕内成績：689勝734敗2休（95場所）
    - 三役成績：102勝108敗（関脇8場所、小結6場所）
    - 三役勝率：.492
      - 関脇成績：63勝57敗（8場所）
      - 関脇勝率：.525
      - 小結成績：39勝51敗（6場所）
      - 小結勝率：.440

    - 前頭成績：587勝626敗2休（81場所）
    - 前頭勝率：.484

  - 十両成績：86勝49敗（9場所）
  - 十両勝率：.637
  - 幕下成績：55勝43敗（14場所）
  - 幕下勝率：.561
  - 三段目成績：22勝13敗（5場所）
  - 三段目勝率：.629
  - 序二段成績：16勝5敗（3場所）
  - 序二段勝率：.762
  - 序ノ口成績：4勝3敗（1場所）
  - 序ノ口勝率：.571
- 通算連続出場、初土俵からの通算連続出場回数：1718回（初土俵〜継続中、ともに歴代1位）
- 幕内連続出場回数：1077回（継続中、歴代3位）
- 不戦勝：15 ※歴代1位
- 令和時代初の金星獲得：（2019年5月場所中日）
- 金星連続獲得：3場所連続（2022年1月場所 - 5月場所）
- 同一横綱からの連続金星獲得：照ノ富士から3場所連続（2022年1月場所 - 5月場所 ）
- 金星獲得最年長記録：40歳8か月（史上最年長）
- 三賞獲得最年長記録：40歳8か月（2025年7月場所　史上最年長）
- 幕内年長優勝記録：37歳10ヶ月（歴代2位、年6場所制以降1位）
- 関脇以下の地位での優勝回数：2回（歴代2位）

### 三賞・金星
- 三賞：5回
  - 殊勲賞：3回（2019年1月場所、2022年9月場所、2025年7月場所）
  - 敢闘賞：1回（2019年1月場所）
  - 技能賞：1回（2016年11月場所）
- 金星：8個
  - 日馬富士：1個（2015年5月場所）
  - 鶴竜：1個（2019年5月場所）
  - 稀勢の里：1個（2017年11月場所）
  - 照ノ富士：4個（2022年1月 - 5月場所、9月場所）
  - 大の里：1個（2025年7月場所）

### 各段優勝
- 幕内最高優勝：2回
  - 2019年（1回）1月場所
  - 2022年（1回）9月場所
- 年間最多優勝：1回
  - 2022年（1回・照ノ富士、御嶽海、若隆景、逸ノ城、阿炎と並んで受賞）
- 十両優勝：1回（2009年9月場所）
- 幕下優勝：1回（2007年9月場所）

### 場所別成績
| | 一月場所 初場所（東京） | 三月場所 春場所（大阪） | 五月場所 夏場所（東京） | 七月場所 名古屋場所（愛知） | 九月場所 秋場所（東京） | 十一月場所 九州場所（福岡） |
| --- | ----------------------- | ----------------------- | ----------------------- | --------------------------- | ----------------------- | --------------------------- |
| 2004年 （平成16年） | （前相撲）              | 西序ノ口28枚目 4–3      | 東序二段105枚目 6–1     | 西序二段25枚目 5–2          | 東三段目87枚目 2–5      | 東序二段10枚目 5–2          |
| 2005年 （平成17年） | 西三段目74枚目 5–2      | 東三段目47枚目 4–3      | 東三段目34枚目 6–1      | 東幕下51枚目 3–4            | 西三段目8枚目 5–2       | 東幕下46枚目 4–3            |
| 2006年 （平成18年） | 西幕下36枚目 3–4        | 東幕下45枚目 4–3        | 西幕下35枚目 4–3        | 西幕下28枚目 3–4            | 東幕下37枚目 5–2        | 西幕下23枚目 3–4            |
| 2007年 （平成19年） | 東幕下31枚目 3–4        | 東幕下43枚目 5–2        | 東幕下31枚目 4–3        | 西幕下23枚目 3–4            | 西幕下32枚目 優勝 7–0   | 西幕下2枚目 4–3             |
| 2008年 （平成20年） | 西十両13枚目 10–5       | 東十両7枚目 9–6         | 東十両2枚目 8–7         | 東十両筆頭 9–6              | 東前頭15枚目 4–11       | 西十両4枚目 10–5            |
| 2009年 （平成21年） | 東前頭13枚目 7–8        | 東前頭13枚目 9–6        | 西前頭8枚目 6–9         | 西前頭11枚目 5–10           | 東十両筆頭 優勝 11–4    | 東前頭11枚目 10–5           |
| 2010年 （平成22年） | 東前頭7枚目 8–7         | 東前頭4枚目 5–10        | 東前頭7枚目 3–12        | 東前頭14枚目 7–8            | 西前頭14枚目 10–5       | 東前頭8枚目 9–6             |
| 2011年 （平成23年） | 西前頭3枚目 5–10        | 八百長問題 により中止   | 東前頭6枚目 7–8         | 東前頭6枚目 5–10            | 東前頭10枚目 6–9        | 東前頭13枚目 5–10           |
| 2012年 （平成24年） | 東十両筆頭 9–6          | 東前頭15枚目 7–8        | 西前頭15枚目 8–7        | 東前頭11枚目 4–11           | 東十両2枚目 9–6         | 東前頭16枚目 9–6            |
| 2013年 （平成25年） | 西前頭12枚目 8–7        | 西前頭10枚目 4–11       | 東十両筆頭 11–4         | 東前頭13枚目 5–10           | 西前頭16枚目 9–6        | 西前頭11枚目 10–5           |
| 2014年 （平成26年） | 東前頭6枚目 8–7         | 西前頭筆頭 5–10         | 西前頭6枚目 8–7         | 東前頭4枚目 3–12            | 東前頭9枚目 7–8         | 西前頭10枚目 8–7            |
| 2015年 （平成27年） | 東前頭9枚目 10–5        | 東小結 4–11             | 西前頭5枚目 6–9 ★       | 東前頭7枚目 8–7             | 東前頭5枚目 4–11        | 東前頭9枚目 8–7             |
| 2016年 （平成28年） | 西前頭7枚目 5–10        | 西前頭10枚目 9–6        | 西前頭6枚目 4–11        | 東前頭12枚目 9–6            | 西前頭6枚目 10–5        | 西小結 10–5 技              |
| 2017年 （平成29年） | 東関脇 9–6              | 東関脇 8–7              | 東関脇 10–5             | 東関脇 7–8                  | 東小結 7–8              | 東前頭筆頭 11–4 ★           |
| 2018年 （平成30年） | 西関脇 6–9              | 西前頭筆頭 9–6          | 東前頭筆頭 8–7          | 東小結 8–7                  | 東小結 4–11             | 西前頭2枚目 9–6             |
| 2019年 （平成31年 /令和元年） | 西関脇 13–2 殊敢        | 西関脇 5–10             | 西前頭3枚目 10–5 ★      | 西関脇 5–10                 | 東前頭4枚目 7–8         | 東前頭4枚目 8–7             |
| 2020年 （令和2年） | 東前頭3枚目 5–10        | 西前頭7枚目 6–9         | 感染症拡大 により中止   | 東前頭9枚目 10–5            | 西前頭2枚目 5–10        | 西前頭6枚目 8–7             |
| 2021年 （令和3年） | 西前頭4枚目 6–9         | 東前頭6枚目 5–10        | 東前頭10枚目 7–8        | 東前頭10枚目 11–4           | 東前頭4枚目 6–9         | 西前頭6枚目 9–6             |
| 2022年 （令和4年） | 東前頭3枚目 8–7 ★       | 西前頭2枚目 7–8 ★       | 西前頭3枚目 9–6 ★       | 東前頭3枚目 5–8–2           | 東前頭3枚目 13–2 殊★    | 東小結 6–9                  |
| 2023年 （令和5年） | 西前頭2枚目 9–6         | 東前頭筆頭 3–12         | 西前頭7枚目 7–8         | 西前頭7枚目 8–7             | 西前頭3枚目 2–13        | 西前頭12枚目 9–6            |
| 2024年 （令和6年） | 東前頭10枚目 8–7        | 西前頭7枚目 7–8         | 東前頭9枚目 7–8         | 西前頭9枚目 7–8             | 東前頭10枚目 7–8        | 東前頭11枚目 8–7            |
| 2025年 （令和7年） | 東前頭10枚目 9–6        | 西前頭7枚目 10–5        | 東前頭3枚目 6–9         | 西前頭4枚目 11–4 殊★        | x                       | x                           |
| 各欄の数字は、「勝ち-負け-休場」を示す。 優勝 引退 休場 十両 幕下 三賞：敢=敢闘賞、殊=殊勲賞、技=技能賞 その他：★=金星 番付階級：幕内 - 十両 - 幕下 - 三段目 - 序二段 - 序ノ口 幕内序列：横綱 - 大関 - 関脇 - 小結 - 前頭（「#数字」は各位内の序列） |                         |                         |                         |                             |                         |                             |